# (5251) Bradwood
(5251) Bradwood (1985 KA) – planetoida z grupy przecinających orbitę Marsa okrążająca Słońce w ciągu 3,63 lat w średniej odległości 2,36 j.a. Odkryta 18 maja 1985 roku.